# Estação Pernety
Pernety é uma estação da linha 13 do Metrô de Paris, localizada no 14.º arrondissement de Paris.

## História
A estação foi aberta em 21 de janeiro de 1937.
Seu nome vem da rue Pernety, que faz homenagem ao visconde Joseph Marie de Pernety (1766-1856) que foi general de divisão e proprietário dos terrenos onde foi aberta a rua.
Em 2011, 3 275 971 passageiros entraram nesta estação. Ela viu entrar 3 348 989 passageiros em 2013, o que a coloca no 157ª posição das estações de metrô por sua frequência.

## Serviços aos passageiros

### Acessos
A estação é dotada de dois acessos:
- Acesso 1: rue Pernety, consiste de uma escada fixa que leva ao andar térreo do edifício localizado na esquina da rue Pernety (ao nível do nº 45) e da rue Raymond-Losserand (ao nível do nº 72);
- Acesso 2: rue Niepce, constituído de uma escada rolante que leva ao 56, rue Raymond-Losserand, apenas para os passageiros que saem do metrô depois das plataformas em direção a Châtillon.

### Plataformas

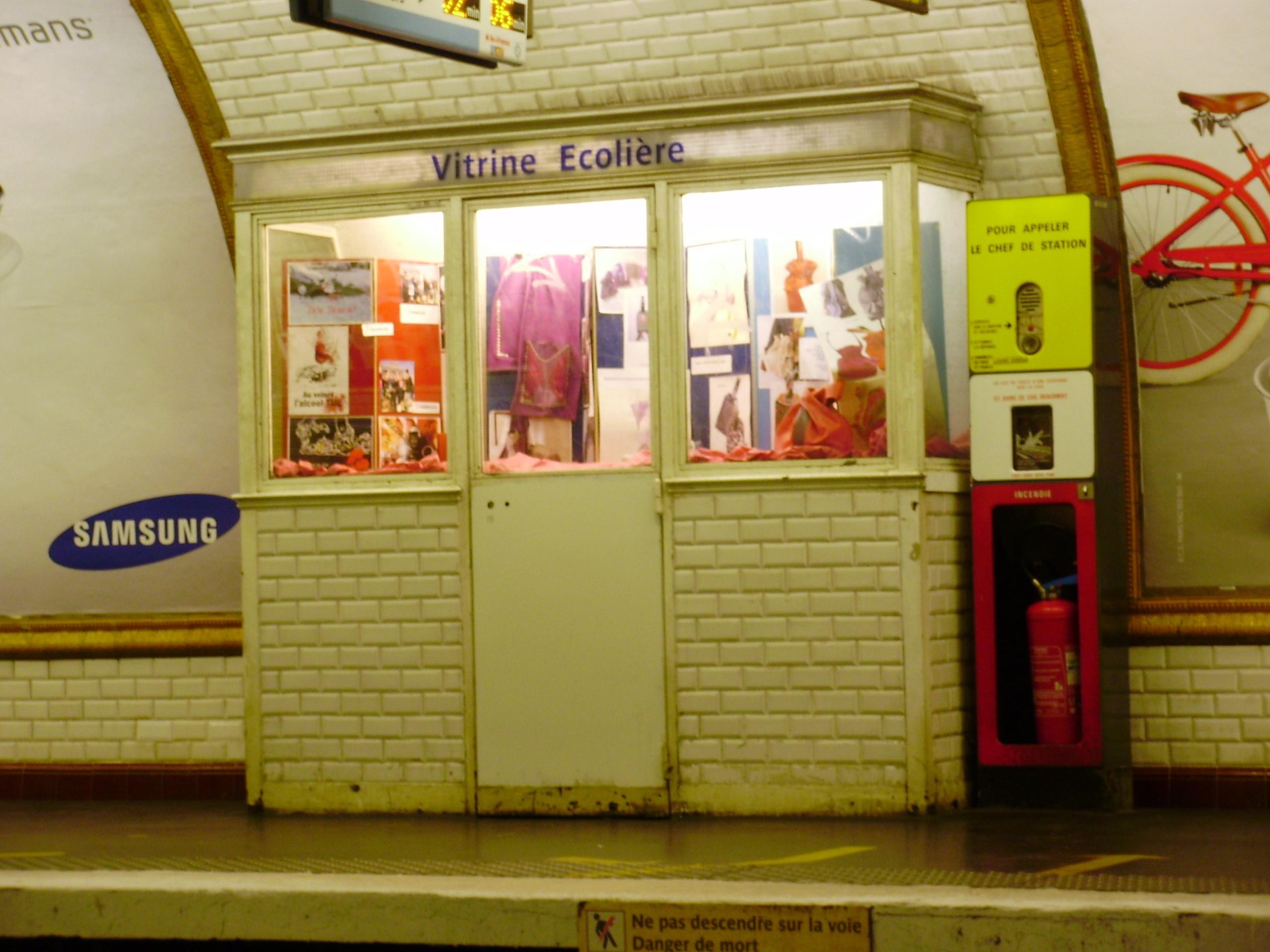
Antigo escritório do chefe da estação transformado em "vitrine escolar"

Na plataforma em direção a Asnières - Gennevilliers / Saint-Denis, o antigo escritório do chefe da estação é usado como uma "vitrine escolar" para apresentar, com fotografias, os trabalhos realizado pelos alunos de um estabelecimento de ensino profissional do bairro.

### Intermodalidade
A estação é servida à noite pela linha N63 do Noctilien.

## Filmografia
- 1980: no final de Loulou de Maurice Pialat, se vê Gérard Depardieu esperar Guy Marchand na saída da estação.
- 2007: cenas do filme Night and Day foram filmadas em frente à entrada da estação.
- 2013: cenas do filme Amitiés sincères foram filmadas em frente à entrada da estação.